# Plagiorhytis
Sous-genre
Plagiorhytis est un sous-genre d'insectes coléoptères de la famille des Carabidae, de la sous-famille des Harpalinae, de la super-tribu des Lebiitae, de la tribu des Odacanthini et du genre Colliuris.

## Espèces
- Colliuris championi (Bates, 1883)
- Colliuris corusca (Chaudoir, 1862)
- Colliuris elegans (Guerin-Meneville, 1855)
- Colliuris flavipes (Chaudoir, 1850)
- Colliuris plicaticollis Reiche, 1842
- Colliuris robusta Liebke, 1930